# Spoorlijn Michaľany – Łupków

Netkaart van de Slowaakse Spoorwegen

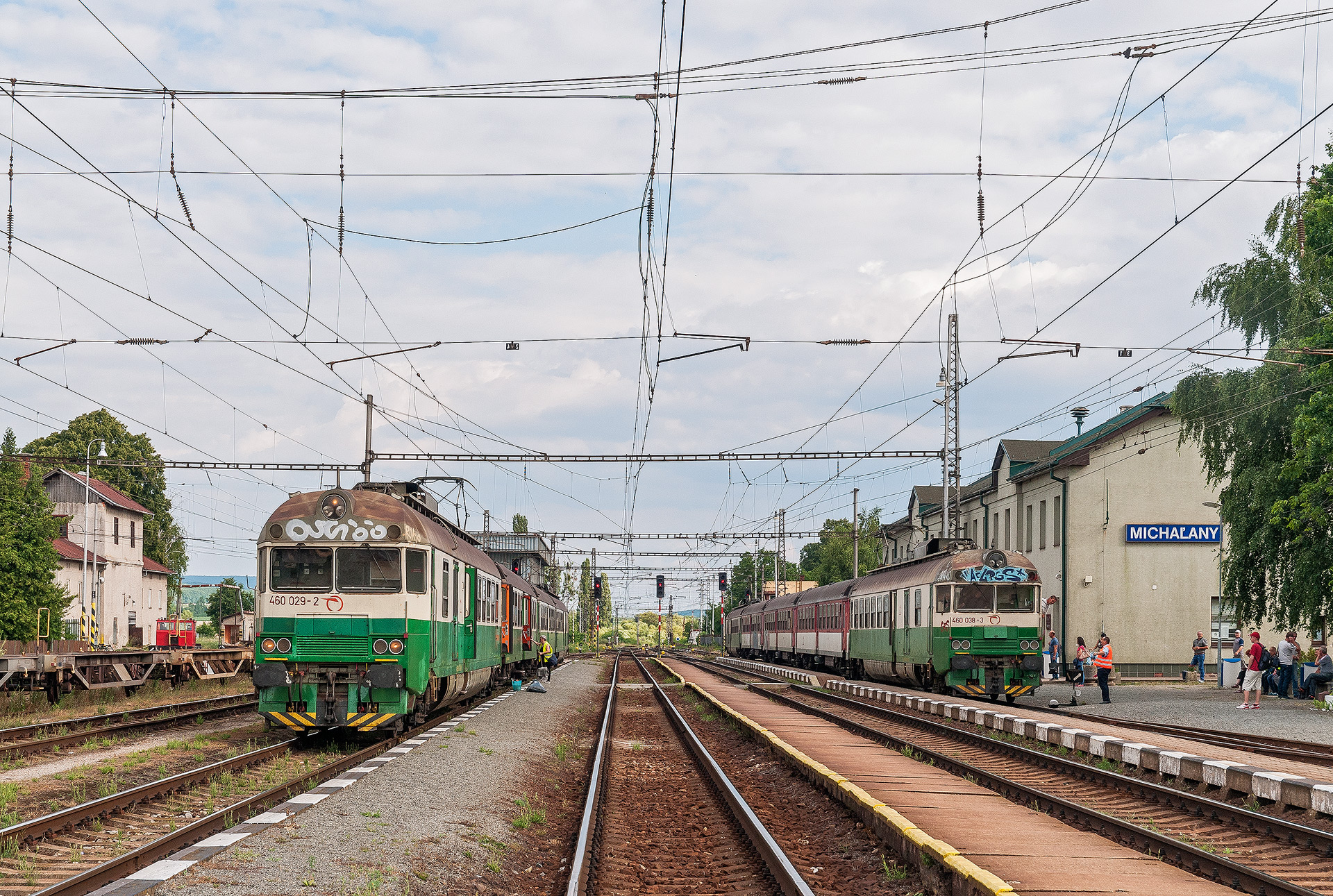
Station Michaľany

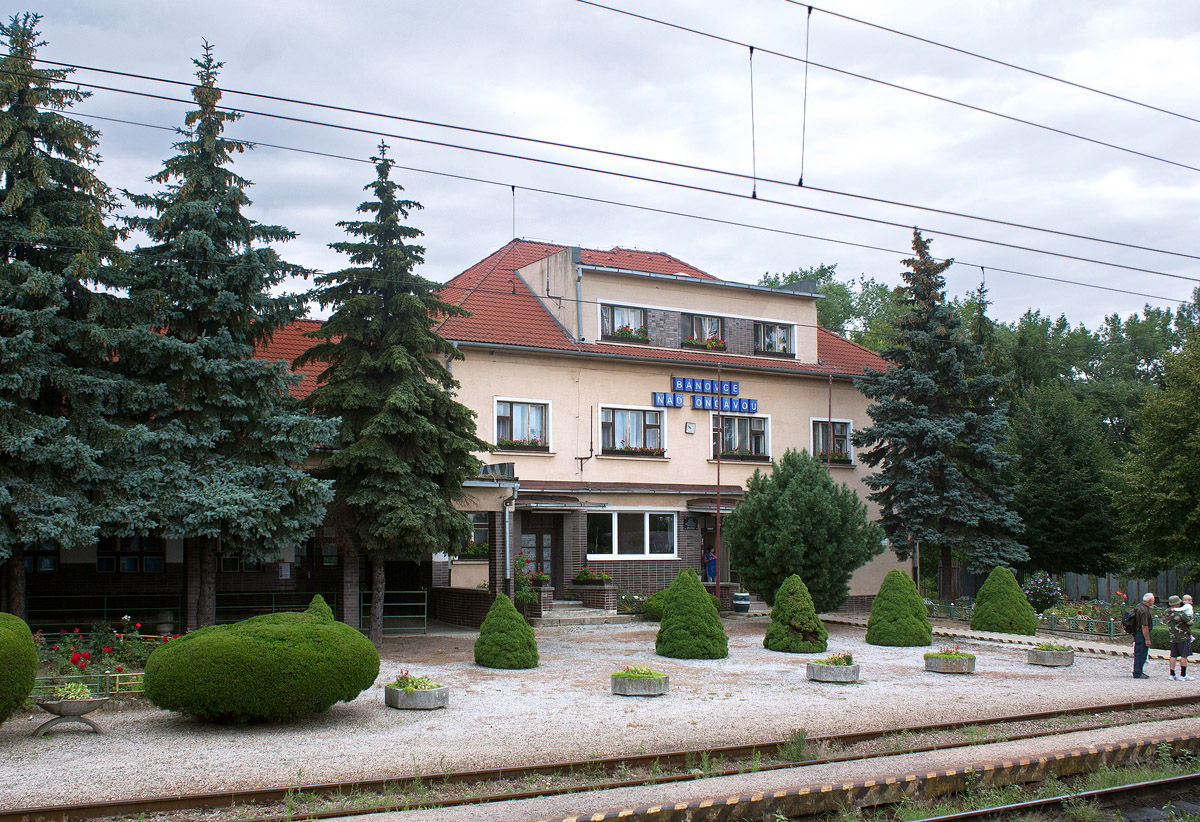
Station Bánovce nad Ondavou

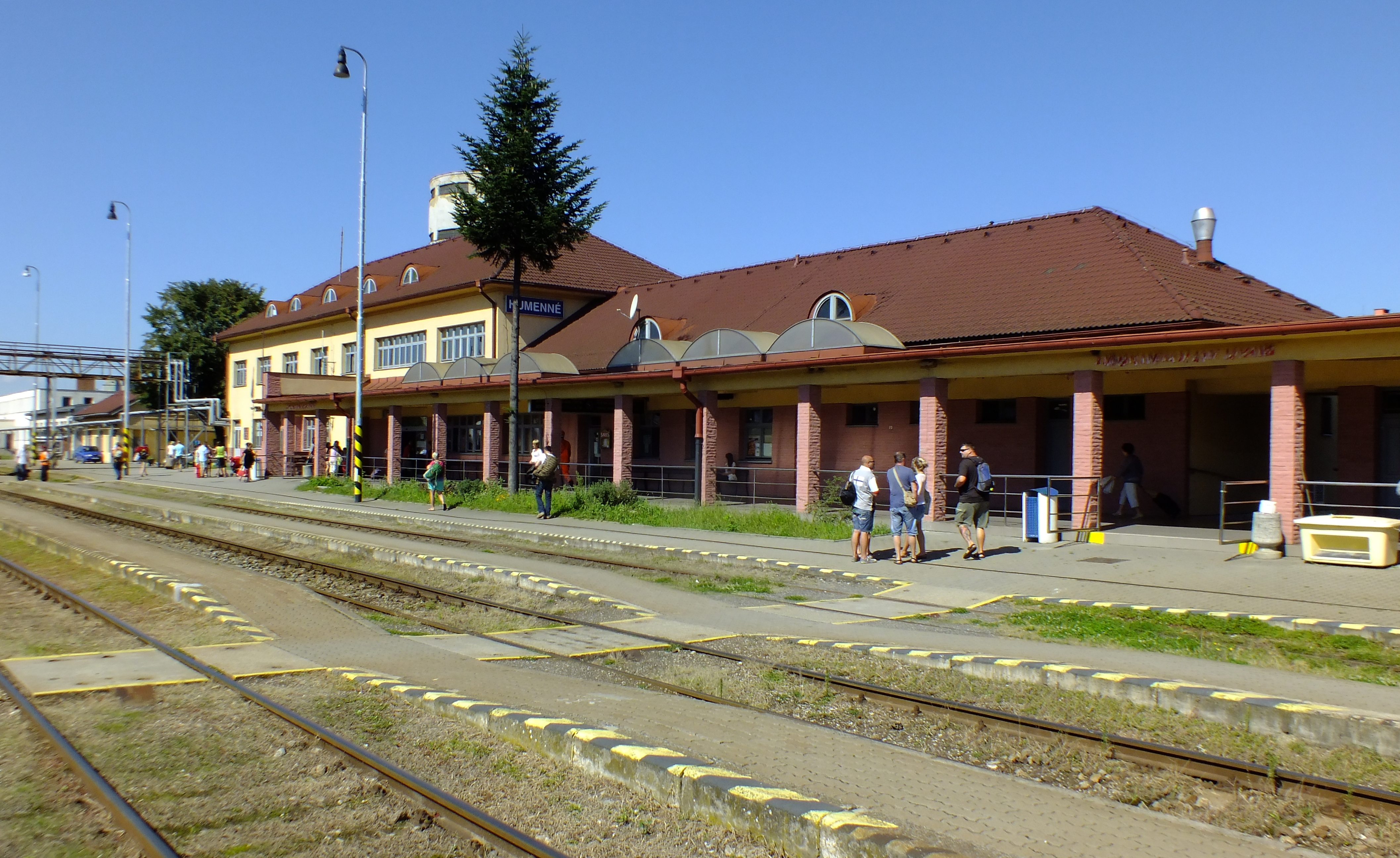
Station Humenné

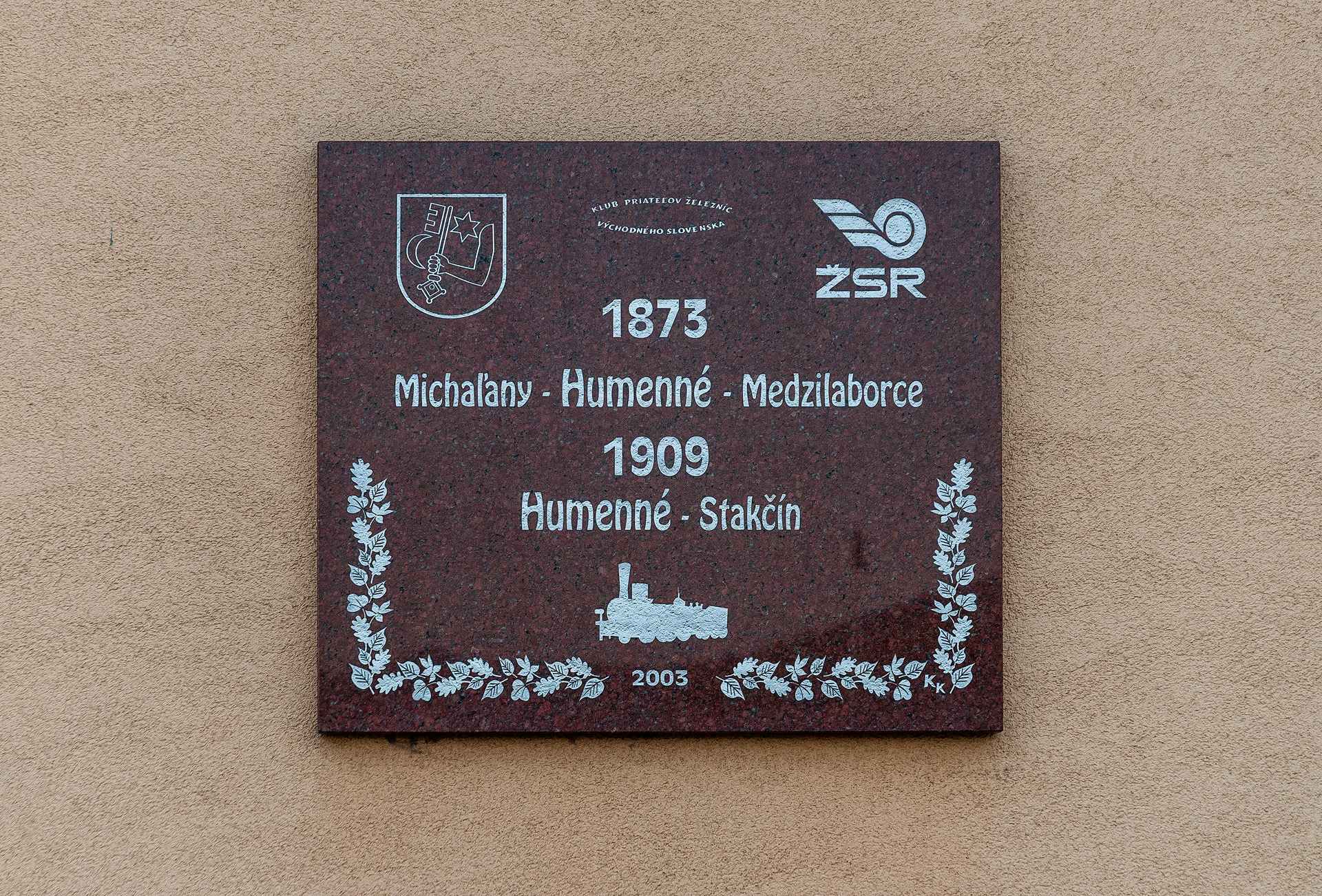
Herdenkingsbord in station Humenné:
• 110-jarig bestaan van lijn 191 (Michaľany - Humenné - Medzilaborce)
• 94-jarig bestaan van lijn 196 (Humenné - Stakčín)

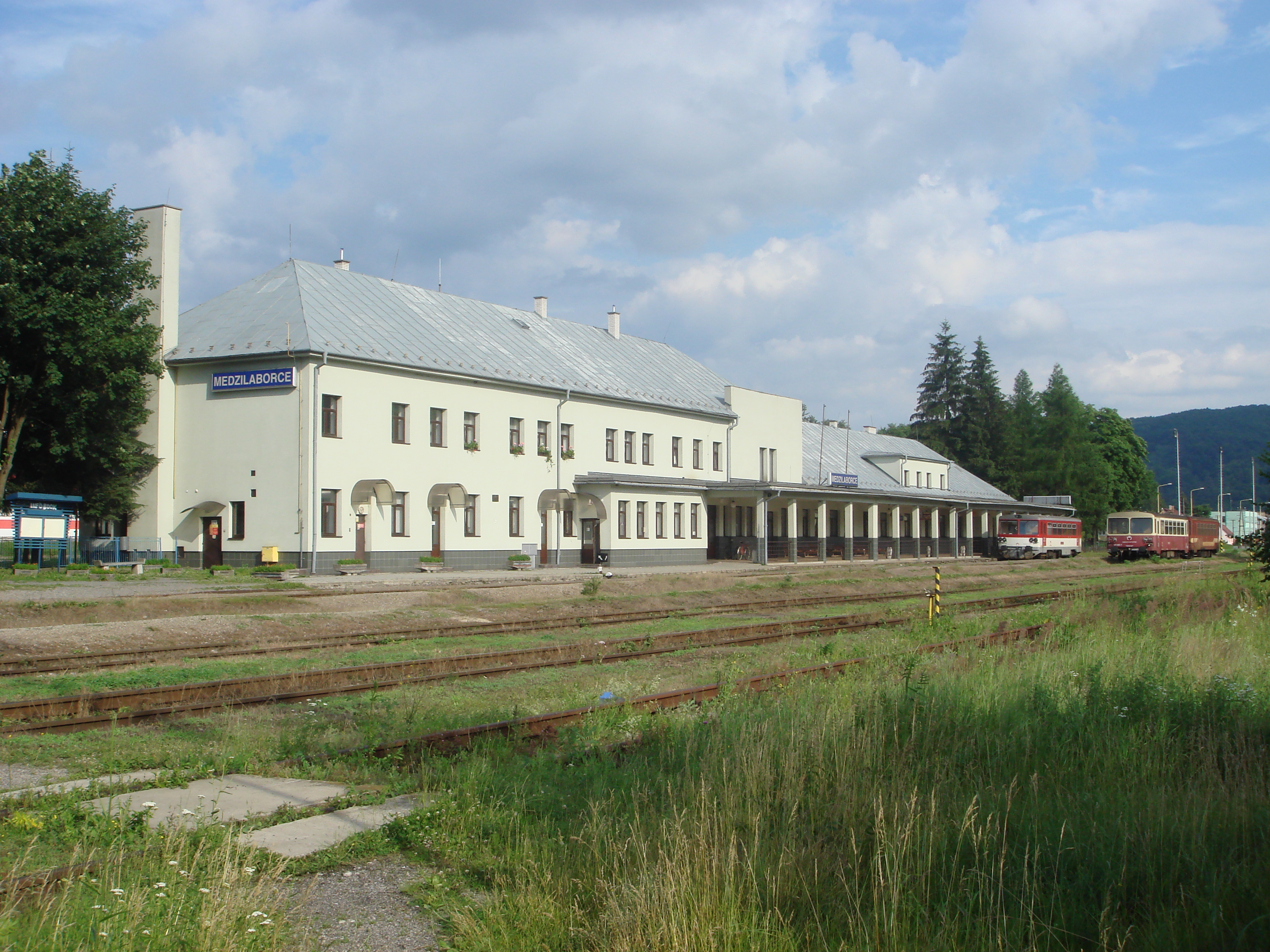
Station Medzilaborce

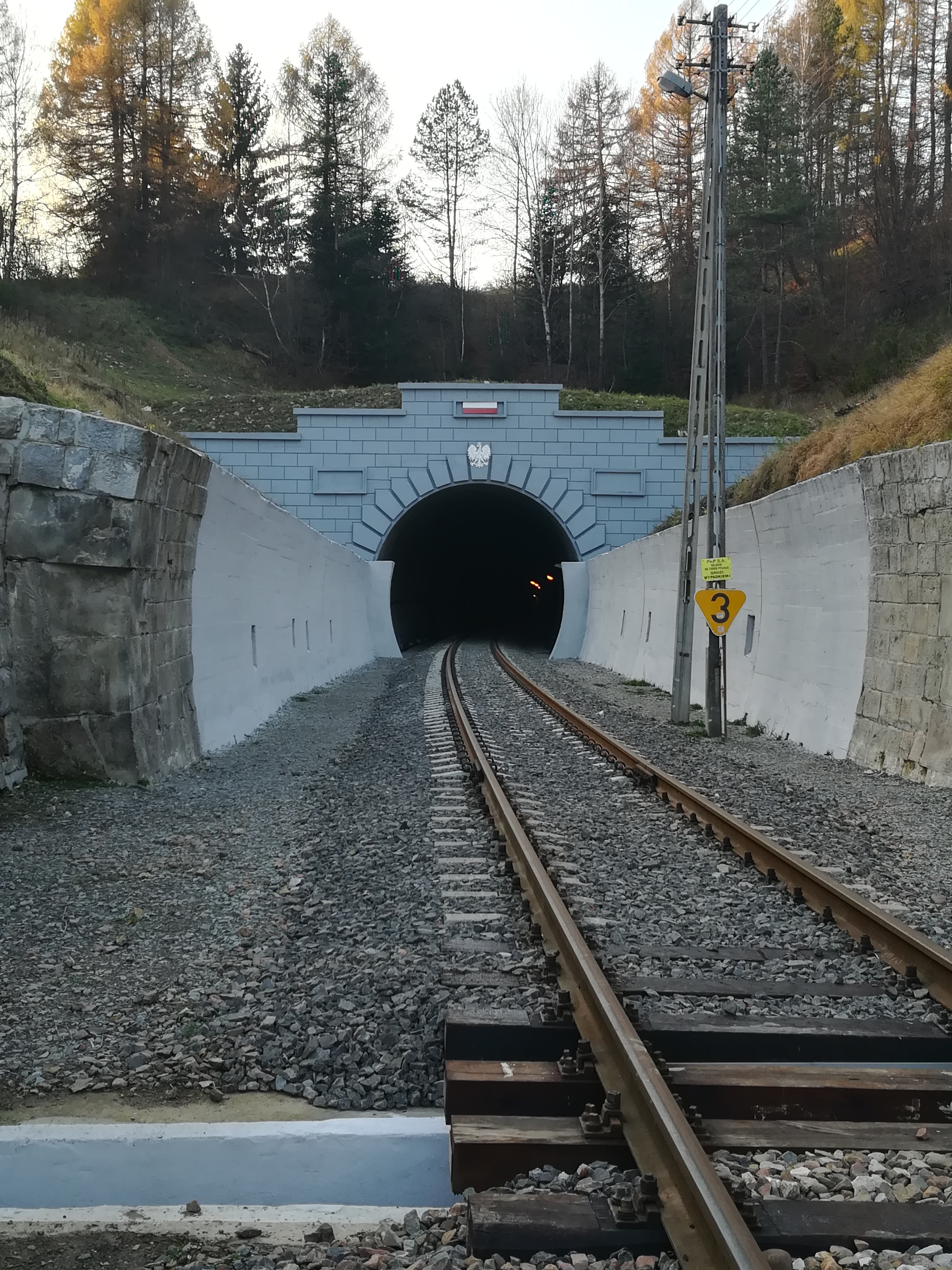
Ingang van de Lupkovský-tunnel (416 meter)

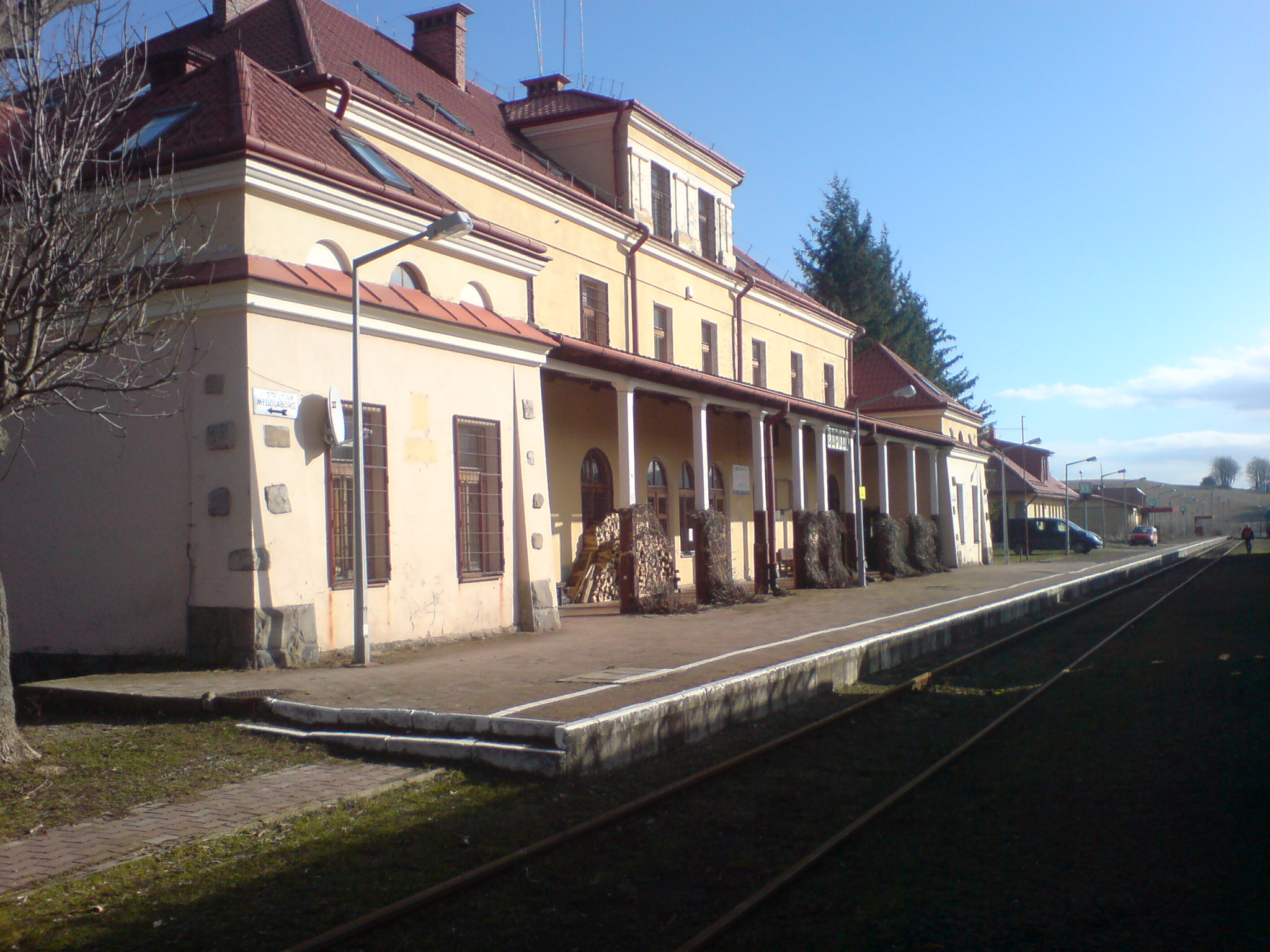
Station Łupków

De spoorlijn Michaľany – Łupków (lijn nummer 191) is een enkelsporige, gedeeltelijk geëlektrificeerde spoorlijn in het oosten van Slowakije. De lijn begint bij het treinstation van Michaľany, nabij de Hongaarse grens, waar ze afsplitst van spoorlijn 190 (Košice – Čierna nad Tisou-Čop). Ze loopt in noordoostelijke richting via Trebišov, Michalovce, Humenné en Medzilaborce naar Łupków in Polen.

## Geschiedenis
De lijn van Michaľany naar Łupków is een van de oudste lijnen in Oost-Slowakije. De eerste projecten voor de aanleg van een spoorlijn van de Oost-Slowaakse vlakte in noordelijke richting naar de stad Humenné en verder in de richting van de Beskiden, dateren uit de tweede helft van de jaren 1860. In die tijd was er een tekort aan degelijke verbindingen naar de afgelegen streken, in het bijzonder naar Galicië. 
De te ontwerpen spoorweg moest in geval van noodzaak een snel vervoer van militairen mogelijk maken en ook de algemene economische ontwikkeling van de regio bevorderen. De bouw begon in 1869 en na twee jaar bereikte de lijn Humenné. Het 65 kilometer lange traject werd op 25 december 1871 in gebruik genomen. Op dat moment was spoorlijn 190 van Košice naar Čierná nad Tisou pas voltooid: het eerste gedeelte op die lijn (dit wil zeggen: van Slovenské Nové Mesto naar Michaľany) werd spoedig, op 7 januari 1872, in dienst gesteld. De verbinding met Košice volgde later: in oktober 1873. 
In de tussentijd ging de bouw van lijn 191 verder tot voorbij Humenné, en op 12 juni 1873 verwelkomde men deze lijn in de stad Medzilaborce. Het traject Humenné - Medzilaborce dat nog geen 41 km lang is, loopt voor het grootste deel door de Laborec-vallei.
Om kosten te besparen vermeden de ontwerpers de bouw van dure bruggen en de enige brug over de Laborec werd gebouwd tussen Sukov en Monastier.
Anno 1873 hadden de bouwers nog een laatste moeilijke taak: het overwinnen van de bergkam op de grens tussen Slowakije en Polen. Dit probleem werd opgelost met de constructie van de Lupkovský-tunnel. Dit kunstwerk met een lengte van 416 meter is sinds 31 mei 1874 in gebruik.
Veertig jaar lang deed het spoor naar volle tevredenheid dienst en de exploitatie werd alleen onderbroken door het uitbreken van de Eerste Wereldoorlog. Voor de behoeften van het leger werd het traject van Michaľany naar Humenné zelfs dubbelsporig gemaakt, maar na het einde van die oorlog en na de economische crisis van de jaren 1930, volstond een enkelspoor. Om die reden werd in 1932 het tweede spoor buiten gebruik gesteld en gedemonteerd. Het gerecupereerde materiaal werd vervolgens gebruikt voor een andere spoorlijn, met name: lijn 195 van Bánovce nad Ondavou naar Veľké Kapušany.
Tijdens de Tweede Wereldoorlog gebruikte men de spoorweg opnieuw voor militair vervoer.
In 1943 werd in Strážske een nieuwe lijn vanuit Prešov aangesloten en kort daarna werd lijn 191 van de Poolse grens (Łupków)naar Humenné door het Rode Leger ten behoeve van de Sovjet-militairen omgebouwd tot breedspoor (1.520 mm). Na de bevrijding in april 1945 arriveerde in Humenné een speciale trein met de toekomstige president Edvard Beneš. Later bleek de afwijkende spoorbreedte (breedspoor in de plaats van normaalspoor) uiterst problematisch en werd het spoor weer omgebouwd tot normaalspoor. Tijdens de gevechten in de Dukelpas en omgeving werd zelfs de strategisch belangrijke Lupkovský-tunnel niet gespaard en in 1944 werd deze door het terugtrekkende Duitse leger vernietigd, zodat de vijand deze niet kon gebruiken. Daarom bouwden de Sovjet-militairen haastig een tijdelijke alternatieve lijn. Binnen de twee jaar was de tunnel hersteld.
Na 1945 nam het verkeersvolume op de lijn geleidelijk toe, vooral dankzij de bouw van nieuwe industriële installaties in Humenné en Strážske, maar er werden geen beduidende wijzigingen of reconstructies uitgevoerd.
In 1985 werd een nieuwe verbinding vanuit Slivník (voorheen Červený Dvor) in gebruik genomen, waardoor het mogelijk werd om rechtstreeks van Košice naar Trebišov en verder oostwaarts te rijden zonder overstap of onderbreking in Michaľany. Zodoende werd de reistijd verkort met maximaal een half uur.

## Elektrificatie
Gelet op de te verwachten toename van het verkeersvolume werd spoorlijn 191 gedeeltelijk geëlektrificeerd. De eerste elektrische trein arriveerde in Trebišov op 25 januari 1989. 
Het spoor tussen Michaľany en Bánovce nad Ondavou werd in 1990 uitgerust voor elektrische tractie.
De overwogen elektrificatie tot Humenné werd wegens gewijzigde omstandigheden uitgesteld, maar na 2005 verscheen de mogelijkheid ervan opnieuw op de agenda en werd het een prioriteit van het Slowaakse ministerie van Transport.
In augustus 2022 gaf de ŽSR een aanbesteding uit, voor de elektrificatie van de sectie Bánovce nad Ondavou – Humenné. Deze werken omvatten de wederopbouw van het treinstation in Michalovce, een verhoging van de toegelaten snelheid tot 120 km/u, evenals de elektrificatie met 3000 V. De kostprijs wordt op 170 miljoen euro geraamd en de oplevering is voorzien voor 2026.

## Treindienst

### Reizigersvervoer
De belangrijkste treinen op lijn 191 zijn de sneltreinen of regionale sneltreinen van de relatie Košice - Humenné. 
De passagierstreinen van de verbinding Trebišov - Michaľany rijden met een interval van twee uren. Tijdens de spitsuren rijdt er één trein per uur.
Het grensverkeer van reizigerstreinen tussen Slowakije en het Poolse grensstation Łupków werd sedert mei 2011 opgeschort. Zodoende is de stopplaats Medzilaborce mesto (14,5 km verwijderd van Łupków) de laatste halte voor de Slowaaks-Poolse grens.
Sedert 2017 organiseert de ŽSSK twee paar seizoensgebonden reizigerstreinen bij vertrek uit Medzilaborce (Slowakije) en ter bestemming Łupków (Polen). Deze treinen rijden op zaterdag en zondag, vanaf 1 juli tot 3 september.

### Goederenvervoer
Op lijn 191 wordt relatief veel vracht vervoerd. Vanuit Oekraïne of West-Slowakije worden veel chemische vloeistoffen en petroleum vervoerd naar het station Strážske. Deze zijn bestemd voor de plaatselijke fabrieken.
Treinen met verscheidene grondstoffen komen aan in Trebišov.
Uit de omgeving van de Laborec-vallei vertrekken goederentreinen met hout (gebundelde boomstammen). Deze vracht wordt voornamelijk geladen in de stations van Radvaň nad Laborcom, Udavské en Medzilaborce. Van daaruit gaat ze naar verdere verwerking. 

## Stations en haltes
Lijn 191 bedient de volgende station (s) en haltes:
- Michaľany (s) - vertakking naar
lijn 190 (Košice – Čierna nad Tisou)
- Lastovce
- Veľaty
- Stanča
- Úpor[3] (s)
- Trebišov (s)
  - vertakking naar lijn 192 (Trebišov - Vranov nad Topľou)
- Bánovce nad Ondavou (s)
  - vertakking naar lijn 195 (Bánovce nad Ondavou - Veľké Kapušany)
- Laškovce
- Michalovce zastávka ("halte")
- Michalovce (s)
- Petrovce nad Laborcom
- Nacina Ves
- Pusté Čemerné
  - vertakking naar lijn 193 (Prešov - Humenné)
- Strážske (s)
- Brekov
- Humenné (s)

- Humenné mesto ("stad")
  - vertakking naar lijn 196 (Humenné - Stakčín)
- Kochanovce
- Udavské (s)
- Ľubiša
- Hankovce
- Koškovce (s)
- Zbudské Dlhé
- Hrabovec nad Laborcom
- Radvaň nad Laborcom (s)
- Volica
- Nižné Čabiny[4]
- Vyšné Čabiny[4]
- Sukov
- Monastier[2]
- Krásny Brod
- Medzilaborce (s)
- Medzilaborce mesto ("stad")
  - Lupkovský-tunnel (416 meter)
  - staatsgrens Slowakije - Polen
- Łupków (s)